# Spiro Tipaldo Xidias
Spiro Tipaldo Xidias (Trieste, 14 settembre 1887 – Nad Logem, 14 agosto 1916) è stato un militare e avvocato italiano.

## Biografia
Nato da una famiglia d'origine greca, si laureò in giurisprudenza all'Università di Graz. Durante lo studio nell'ateneo austriaco iniziò ad avvicinarsi e a frequentare gli ambienti dell'irredentismo italiano triestino. Allo scoppio della prima guerra mondiale nel 1914 espatriò in Italia con l'amico Ruggero Timeus e, una volta stabilitosi a Roma, fece da contatto tra il fronte interventista ed i fuoriusciti giuliani e dalmati. Il 24 maggio 1915 si arruolò nel Regio Esercito. Inquadrato nell'81º reggimento fanteria, fu successivamente trasferito nella milizia territoriale del 73º Reggimento fanteria "Lombardia" con il grado di sottotenente. Nel corso della terza battaglia dell'Isonzo, nel novembre 1915, combatté nel settore di Oslavia dove guadagnò una medaglia di bronzo al valore. 
Nel corso delle prime fasi della settima battaglia dell'Isonzo Tipaldo Xydias rimase ucciso durante un assalto sul fronte del Carso. Gli fu conferita postuma la medaglia d'oro al valor militare.